# Denise Bergon
Denise Bergon (* 6. April 1912 in Capdenac-Gare, Département Aveyron; † 4. Februar 2006 in Toulouse) war eine französische römisch-katholische Ordensschwester. Im Zweiten Weltkrieg rettete sie über 80 jüdischen Kindern im von Deutschland besetzten Frankreich das Leben.

## Leben und Leistung
Denise Marie Justine Bergon wurde am 6. April 1912 in der südfranzösischen Kleinstadt Capdenac-Gare geboren. Während der deutschen Besatzung Frankreichs war sie Leiterin des katholischen Internats Notre-Dame de Massip in Capdenac. Ab Dezember 1942 beherbergte sie dort jüdische Kinder, deren Eltern deportiert worden waren oder sich vor dem Vichy-Regime oder der deutschen Besatzungsmacht verstecken mussten. Zudem verbarg sie elf Erwachsene in der Schule und vermittelte mehreren jüdischen Familien Unterschlupfmöglichkeiten.
Der Erzbischof von Toulouse, Jules Saliège, war in ihr Handeln eingeweiht und unterstützte sie darin. Saliège hatte 1942 in einem Hirtenbrief die Judenverfolgung durch das Vichy-Regime scharf verurteilt und die Gläubigen unmissverständlich an das Gebot der Brüderlichkeit gegenüber den Juden erinnert.
Die Kinder in Notre-Dame de Massip erhielten falsche Papiere und vorgebliche christliche Identitäten. Nur vier Ordensschwestern waren eingeweiht, dass es sich um Juden handelte.
Denise Bergon bewahrte die Kinder nicht nur vor der Ergreifung durch Behörden und Besatzer, sondern gab ihnen durch persönliche Zuwendung und die Teilnahme am regulären Unterricht Geborgenheit und Ruhe im Angesicht der Trennung von ihren Eltern. Einer der Geretteten, Nati Michel Fréjer, schrieb später, er und die anderen jüdischen Kinder hätten sich im Internat unter Bergons Obhut „wie normale Kinder“ gefühlt. Die ebenfalls von Bergon gerettete Annie Bach bezeugte nach dem Krieg über die geretteten Kinder in Massip: „Es waren insgesamt 80 oder 85, deren Leben gerettet wurden, weil eine Ordensschwester, Frau Bergon, Energie, Mut und ausreichenden Einfallsreichtum zeigte, allen Gefahren die Stirn zu bieten. Sie – und nur sie – verstand es, auch in den gefährlichsten Momenten Entscheidungen ruhig zu treffen“.
Soweit möglich, half Bergon den Kindern auch beim Aufrechterhalten der Kontakte zu ihren versteckt lebenden Eltern. So begleitete sie mindestens einmal Kinder in das Versteck ihrer Eltern. Ab 1943 wurde der Verfolgungsdruck stärker; die Deutschen führten in der Gegend zahlreiche Razzien durch. Beim kleinsten Zeichen von Gefahr begaben sich die Kinder in Verstecke in den Feldern und Wäldern der Umgebung.
Nach dem Krieg war Denise Bergon unter anderem an der Gründung und der Entwicklung des Institut médico-éducatif de Massip, einer Einrichtung für behinderte Kinder, beteiligt.
Im März 2002 veröffentlichte der katholische Journalist Jean-Pierre Denis (* 1967) das Buch Nos enfants de la guerre („Unsere Kriegskinder“) mit dem Bericht Denise Bergons über ihre Rettungstaten. Dem Autor, dessen jüdische Mutter und Tante zu den von Bergon geretteten Kindern gehörten, war es gelungen, die ansonsten über die Periode eher verschwiegene Ordensschwester zu den dem Werk zugrundeliegenden Gesprächen zu bewegen.
1992 zog sich Denise Bergon, die von den Menschen in ihrer Umgebung stets nur Madame Bergon genannt wurde („Frau Bergon“, statt wie für Ordensschwestern üblich Sœur Denise, Schwester Denise), aus Capdenac nach Rodez ins Mutterhaus ihres Ordens, der Gesellschaft Unserer Lieben Frau Maria, zurück. Sie starb am 4. Februar 2006 in Toulouse.

## Ehrungen und Auszeichnungen
Denise Bergon wurde vielfach ausgezeichnet; so war sie Ritter der Ehrenlegion, Offizier des Ordre national du Mérite, Trägerin der Médaille de la Reconnaissance française und der Palmes académiques. Am 10. Februar 1980 nahm die Gedenkstätte Yad Vashem sie in den Kreis der Gerechten unter den Völkern auf.